# Technology Compatibility Kit
El kit de compatibilidad tecnológica, más conocido por sus siglas en inglés TCK (Technology Compatibility Kit), es una suite de pruebas que, al menos nominalmente, comprueba una implementación particular de una supuesta Java Specification Request (JSR) para su cumplimiento. Es una de las tres piezas necesarias para una ratificación de una JSR en el Java Community Process, que son:
- la especificación JSR
- la implementación de referencia JSR
- el kit de compatibilidad de tecnología (TCK)